# 1. PBC Kreuzberg
Der 1. Pool Billard Club Kreuzberg e. V. ist ein 1976 gegründeter Billardverein aus Berlin-Kreuzberg.

## Geschichte
Der 1. PBC Kreuzberg wurde am 10. September 1976 gegründet. Nachdem der Verein 2007 mit dem siebten Platz nur knapp den Klassenerhalt in der Regionalliga geschafft hatte, fusionierte er mit den Berliner Billard Bären, die im selben Jahr aus der 2. Bundesliga abgestiegen waren. Anschließend erreichte man in der Regionalliga den zweiten Platz, bevor man 2009, aufgrund einer Ligenreform in die viertklassige Oberliga abstieg. Dort erreichte der Verein 2011 den zweiten Platz und konnte sich in den Aufstiegsspielen zur, inzwischen auf Bundesebene ausgetragenen, Regionalliga durchsetzen. Im November 2012 erreichte der Verein das Halbfinale des deutschen 8-Ball-Pokals, in dem man dem späteren Sieger Colours Düsseldorf mit 0:5 unterlag. Am Ende der Saison 2012/13 folgte der Abstieg in die Oberliga, auf den ein Jahr später der direkte Wiederaufstieg folgte. In der Saison 2014/15 wurde man in der Regionalliga Siebter und stieg damit erneut in die Oberliga ab. Zur Saison 2015/16 zog der Verein seine Mannschaft in die Verbandsliga zurück und wurde dort Fünfter. Da die zweite Mannschaft der Kreuzberger den ersten Platz erreichte, stieg der Verein 2016 in die Oberliga auf.
2010 veranstaltete der 1. PBC Kreuzberg erstmals das Berlin Masters, das seit 2014 Bestandteil der German Tour ist.

### Platzierungen seit 2004
| Saison  | Liga (Spielklasse)        | Platz |
| ------- | ------------------------- | ----- |
| 2004/05 | Regionalliga Berlin (3)   | 6     |
| 2005/06 | Regionalliga Berlin (3)   | 5     |
| 2006/07 | Regionalliga Berlin (3)   | 6     |
| 2007/08 | Regionalliga Berlin (3)   | 2     |
| 2008/09 | Regionalliga Berlin (3)   | 5     |
| 2009/10 | Oberliga Berlin (4)       | 4     |
| 2010/11 | Oberliga Berlin (4)       | 2     |
| 2011/12 | Regionalliga Nord-Ost (3) | 6     |
| 2012/13 | Regionalliga Ost (3)      | 6     |
| 2013/14 | Oberliga Berlin (4)       | 1     |
| 2014/15 | Regionalliga Ost (3)      | 7     |
| 2015/16 | Verbandsliga Berlin (5)   | 5     |
| 2016/17 | Oberliga Berlin (4)       |       |

### Berliner Billard Bären
| Platzierungen (2002–2007) | Platzierungen (2002–2007) | Platzierungen (2002–2007) |
| Saison                    | Liga (Spielklasse)        | Platz                     |
| ------------------------- | ------------------------- | ------------------------- |
| 2002/03                   | 1. Bundesliga             | 6                         |
| 2003/04                   | 1. Bundesliga             | 8                         |
| 2004/05                   | 2. Bundesliga Nord        | 5                         |
| 2005/06                   | 2. Bundesliga Nord        | 6                         |
| 2006/07                   | 2. Bundesliga Nord        | 8                         |

Der PBV Rotes Tuch Berlin erreichte 2002 das Finale des deutschen 8-Ball-Pokals und unterlag dort den BSF Kurpfalz. In der 1. Bundesliga kam man 2003 auf den sechsten Platz, bevor man in der Saison 2003/04 als Achtplatzierter in die 2. Bundesliga abstieg. In der Saison 2006/07 folgte dort mit dem achten Platz der Abstieg in die Regionalliga Berlin. Anschließend fusionierte der Verein, der seit 2005 unter dem Namen Berliner Billard Bären antrat, mit dem 1. PBC Kreuzberg.

## Aktuelle und ehemalige Spieler
(Auswahl)
- Fouad Abed
- Ingo Albrecht
- Michael Beering
- Torsten Beering
- Torsten Gorablenkow
- Alexander Hoffmann
- Christian Lindner
- Thorsten Praulinsch
- Michael Reimer
- Frank Willner